# Stylops thwaitesi
Stylops thwaitesi (лат.) — вид веерокрылых насекомых рода Stylops из семейства Stylopidae. Западная и Восточная Европа.
Паразиты пчёл вида Andrena afzeliella и A. wilkella (Andrena, Andrenidae).
Вид был впервые описан в 1918 году британским энтомологом Робертом Перкинсом (Robert Cyril Layton Perkins, 1866—1955), хотя первое название, но без описания дано ещё в 1872 году биологом С. Саундерсом (Saunders S. S.).
В одной из новых работ по роду Stylops  в ходе анализа ДНК авторами (Straka et al., 2015) в него включены в качестве предполагаемых синонимов виды ?=Stylops championi Pierce, 1919, ?=Stylops alfkeni Hofeneder, 1939, ?=Stylops albofasciatae Günther, 1957 и ?=Stylops borealis Kifune & Hirashima, 1985 (в статусе «Supposed new junior subjective synonym», что на 2018 год не подтверждено соответствующими профильными базами данных, например, Eol.org и Strepsiptera database). Также предложено вместо «голого названия» Stylops thwaitei (Nomen nudum) использовать первое валидное Stylops thwaitesi Perkins, 1918.